# Bogusław Nowak (realizator)
Bogusław Nowak – realizator produkcji filmowych, teatralnych i telewizyjnych, dyrektor naczelny Opery Krakowskiej.
Bogusław Nowak ukończył studia na Wydziale Radia i Telewizji Uniwersytetu Śląskiego w Katowicach. Początkowo pracował w Teatrze Starym w Krakowie i Radiu Kraków. W roku 1995 został prezesem zarządu Radia Kraków, funkcję tę sprawował do roku 2000. W 2001 roku po raz pierwszy został dyrektorem naczelnym Opery Krakowskiej. W roku 2004 zrezygnował z tej funkcji, by objąć funkcję dyrektora krakowskiego oddziału TVP. Od 25 września 2007 po wygranym konkursie ponownie został powołany przez Zarząd Województwa Małopolskiego na stanowisko dyrektora naczelnego Opery Krakowskiej.
Nowak podczas swojej kariery był organizatorem i realizatorem wydarzeń kulturalnych, programów telewizyjnych i filmów dokumentalnych.Współpracował między innymi z Andrzejem Wajdą, Krzysztofem Kieślowskim, Kazimierzem Kutzem, Zygmuntem Hübnerem, Feliksem Falkiem. Zrealizował filmy dokumentalne między innymi o Andrzeju Wajdzie, Jerzym Jarockim, Ewie Lassek oraz Krystianie Lupie.
Współorganizował Festiwal Mrożka (1990), Europejski Miesiąc Kultury (1992), serię plenerowych przedstawień: Straszny dwór w Niepołomicach (2002), Halka na Skałkach Twardowskiego w Krakowie (2004), cykl koncertów w Kopalni soli w Wieliczce.